# Gonodes dianiphea
Gonodes dianiphea là một loài bướm đêm trong họ Noctuidae.